# Испанский динеро
Динеро (исп. dinero) — денежная единица христианской Испании, начиная с XI века. Она была скопирована с французского денье и в свою очередь послужила образцом для португальского динейро.
В Новое время на большей части территории Испании динеро в качестве расчётной единицы был вытеснен мараведи, а затем реалом; однако в Каталонии и на Балеарских островах продолжала существовать система, использовавшая динеро, там 12 динеро равнялись 1 суэльдо, а 6 суэльдо равнялись 1 песете.